# Barrière Arai
Pour les articles homonymes, voir Arai (homonymie).

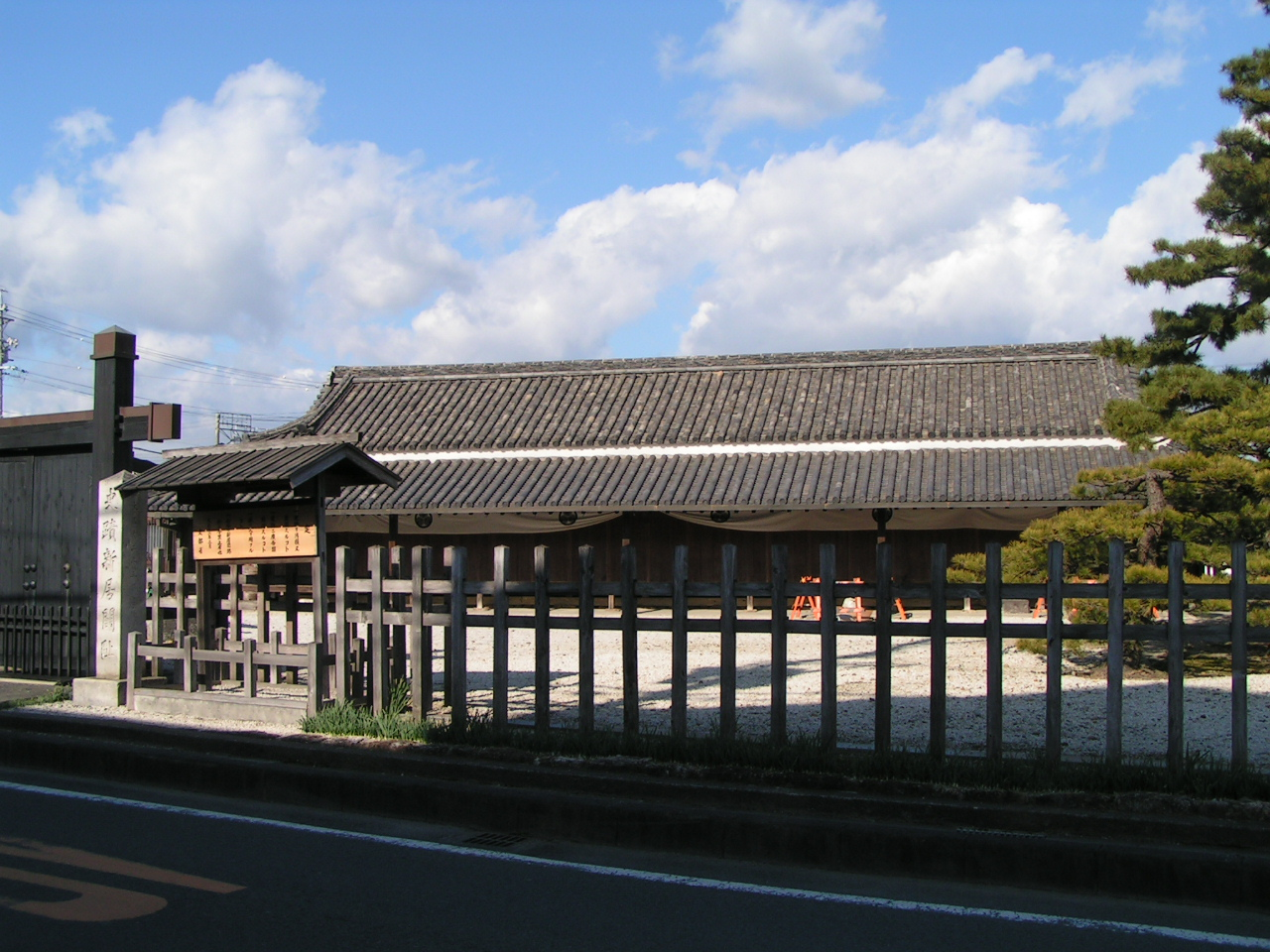
Arai sekishō.

La barrière Arai (新居関所, Arai sekishō) est l'unique point de contrôle de sécurité encore existant parmi ceux établis par le shogunat Tokugawa le long du Tōkaidō reliant la capitale Edo à Kyoto durant l'époque d'Edo de l'histoire du Japon. Son nom officiel est « barrière Imagiri (今切関所, Imagiri-sekishō) ».
Situé entre les shukuba Maisaka-juku et Arai-juku dans ce qui est de nos jours la ville de Kosai, préfecture de Shizuoka, le point de contrôle était stratégiquement positionné sur l'étroite bande de terre entre le lac Hamana et l'océan Pacifique et était le seul point de contrôle sur le Tōkaidō destiné aux voyageurs à la fois par terre et par voie navigable. Tous les voyageurs étaient tenus de se soumettre à un examen de leurs autorisations de voyage et des impôts étaient prélevés sur les voyageurs de commerce avec des marchandises.
Le point de contrôle initial, construit autour de 1600, est détruit par un tsunami au cours de l'ère Genroku (1688-1703) et reconstruit avant d'être de nouveau détruit lors du séisme de 1707 de l'ère Hōei. Il est ensuite installé à son emplacement actuel sur la rive ouest du lac Hamana. Les bâtiments sont reconstruits après le séisme de 1854 d'Ansei-Tōkai.
Le bâtiment principal est de plain-pied face au sud avec une mansarde aux côtés de style irimoya et un toit de tuiles. Il est aligné d'est en ouest et comprend plusieurs salles.
Après la restauration de Meiji, la barrière est abolie en 1869 et ses bâtiments convertis pour servir d'école élémentaire puis de bureaux du gouvernement jusqu'en 1951.
En 1921, le site est classé site historique national et en considération de ce qu'il s'agit du seul bâtiment d'un point de contrôle de l'époque d'Edo encore existant dans le pays, son statut est relevé à celui de site historique spécial en 1955. Le bâtiment principal est restauré en 1971 et d'autres bâtiments, tels que des portes et une jetée, sont recréés en 1998 sur leurs fondations d'origine dans le cadre de la création d'un musée.